# Presley Hart
Presley Hart (Norco, Kalifornia, 1988. december 1. –) amerikai pornószínésznő.

## Élete és pályafutása
A család középső gyermeke. Gyakran költöztek miközben felnőtt, sok időt töltött Coloradoban. Gyerekként táncos volt. Főiskolára járt és közben változatos munkákat csinált a felnőtt szórakoztató iparban. Első hardcore szex jelenete a Reality Kings weboldalnak készült. Hardcore filmekben 2011-től szerepel. A következő cégeknek dolgozott: Smash Pictures, FM Concepts, Exile Pictures, Lethal Hardcore, Wicked Pictures, Mile High és Kick Ass Pictures. 2013 márciusában a hónap kedvence volt a Penthouse magazinban. Szeret varrni, olvasni, főzni szabadidejében.
2013 AVN-díjat és XBIZ-díjat nyert.

## Válogatott filmográfia
| - 2013 She's Come Undone - 2013 XXX Fit Girls Orgy - 2013 Father Figure 3 - 2013 Divorcees - 2013 If You Only Knew - 2013 Mother Lovers Society 8 - 2013 Filthy Family 8: Fathers vs. Sons - 2013 Young & Glamorous 4 - 2013 Presley Hart Pussy Bound | - 2013 Cougars vs. Kittens - 2013 Tanya Tate's Tea & Muffin Party - 2013 Naughty Nannies - 2013 Mother Superior - 2012 Let Me Swallow - 2012 Babysitter Diaries 9 - 2012 Hot Couples in Tight Bondage - 2012 That Horny Little Cheerleader - 2012 Crazy in Love |